# Statistický úřad Republiky Slovinsko
Statistický úřad Republiky Slovinsko (slovinsky Statistični urad Republike Slovenije; SURS) je odborně-nezávislá vládní agentura, jež má zajišťovat základní úkoly při provádění národních statistik. V čele úřadu stojí v současnosti ředitelka Irena Križman. SURS je odpovědný přímo předsedovi vlády Republiky Slovinsko.

## Historie a současnost
První sčítání lidu se na území dnešního Slovinska uskutečnilo v roce 1754. V roce 1863 vznikla první nezávislá statistická služba ve Vídni. V roce 1919 vznikl Direktorát státní statistiky (Direkcija državne statistike) podřízený Ministerstvu sociální politiky Království Srbů, Chorvatů a Slovinců.
V červenci 1941 byl v Lublaňské provincii zřízen za účelem vedení evidence obyvatel Statistický úřad v Lublani (Ufficio Anagrafe Lubiana / Statistični urad v Ljubljani) podléhající Centrálnímu statistickému úřadu v Římě.
19. srpna 1944 vznikl při Předsednictvu Slovinské národněosvobozenecké rady (SNOS) Úřad pro statistiku (Urad za statistiko), jenž měl za úkol sbírat a analyzovat statistický materiál ze všech oblastí hospodářského a veřejného života ve Slovinsku. V červnu 1945 bylo rozhodnuto o zřízení Statistického úřadu Slovinska (Statistični urad Slovenije) při slovinské vládě. V roce 1951 se z úřadu stal samostatný republikový orgán, v zásadě nezávislý i na Svazovém statistickém úřadu, a došlo ke změně názvu na Republikový úřad pro statistiku a evidenci při Hospodářské radě Vlády Lidové republiky Slovinsko (Republiški zavod za statistiko in evidenco pri Gospodarskem svetu vlade LRS). Ke změně názvu došlo v roce 1953 na Úřad pro statistiku a evidenci Lidové republiky Slovinsko (LRS; Zavod za statistiko in evidence LRS a v roce 1956 na Úřad LRS pro statistiku (Zavod LRS za statistiko). V roce 1963 v důsledku změny názvu státu změnil název i úřad – Úřad Socialistické republiky Slovinsko pro statistiku (Zavod SRS za statistiko).
Již v roce 1989 začal Úřad SRS pro statistiku provádět výpočet hrubého domácího produktu podle metodik, které umožňovaly mezinárodní srovnání. V roce 1994 byla zahájena spolupráce s Eurostatem. Každých deset let realizuje SURS sčítání lidu.

## Představitelé
Ředitelé a ředitelky:
- Alojz Dular, 1944–1945
- Silva Exel-Škerlak, 1945–1948
- Boris Debevec, 1948–1950
- Katja Vodopivec, 1951 (zastupující)
- Vojan Konvalinka, 1951–1954
- Rajko Kiauta, 1954–1967
- Franta Komel, 1967–1981
- Milojka Virant Zajšek, 1981 (zastupující)
- Tomaž Banovec, 1981–2003
- Irena Križman, od 2003